# Graniti
Graniti ist eine Stadt der Metropolitanstadt Messina in der Region Sizilien in Italien mit 1453 Einwohnern (Stand 31. Dezember 2023).

## Lage und Daten

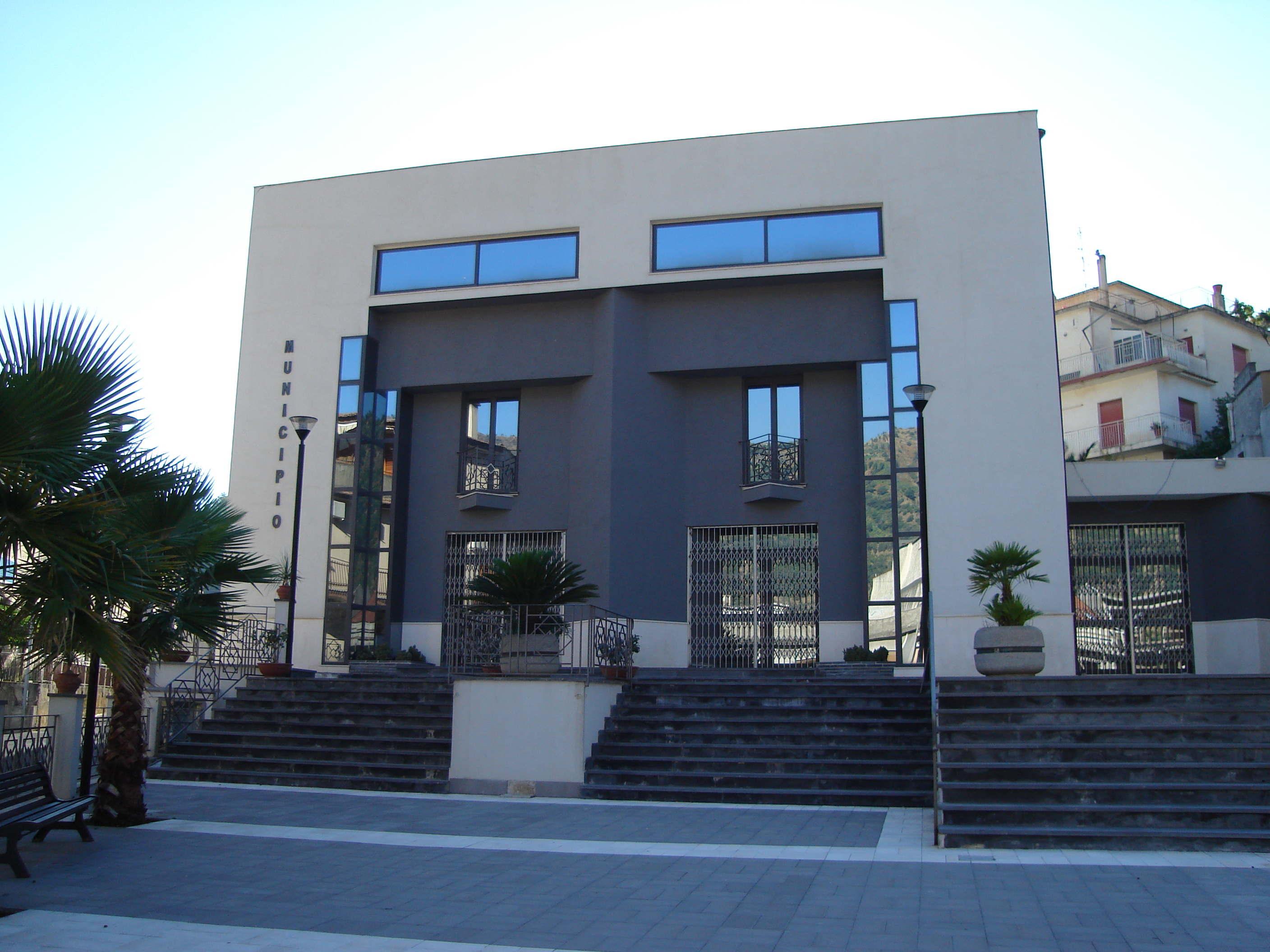
Rathaus in Graniti

Graniti liegt 65 km südwestlich von Messina. Die Einwohner arbeiten hauptsächlich in der Landwirtschaft. Angebaut werden Wein, Oliven und Obst.
Die Nachbargemeinden sind Roccafiorita, Antillo, Castiglione di Sicilia (CT), Gaggi, Mongiuffi Melia und Motta Camastra.

## Geschichte
Der Ort wurde von den Arabern gegründet. Im Mittelalter stand der Ort unter Feudalherrschaft. Im Jahre 1639 wurde es von Taormina unabhängig. 

## Sehenswürdigkeiten

### Im Ort
- Kirche des hl. Basilio aus dem 17. Jahrhundert
- Kirche des hl. Martyrers Sebastiano aus dem 20. Jahrhundert
- Kirche des hl. Giuseppe aus dem 20. Jahrhundert, im Inneren ein wertvoller Holzaltar

### In der Umgebung
- Die Gole dell’Alcantara mit Erosion im Basaltgestein.